# Typhonium violifolium
Typhonium violifolium är en kallaväxtart som beskrevs av François Gagnepain. Typhonium violifolium ingår i släktet Typhonium och familjen kallaväxter. Inga underarter finns listade.